# 1901 au Maroc
Chronologie du Maroc
- 1897
- 1898
- 1899
- 1900
- 1901
- 1902
- 1903
- 1904
- 1905

Cet article présente les faits marquants de l'année 1901 au Maroc ou relatifs au Maroc.

## Événements

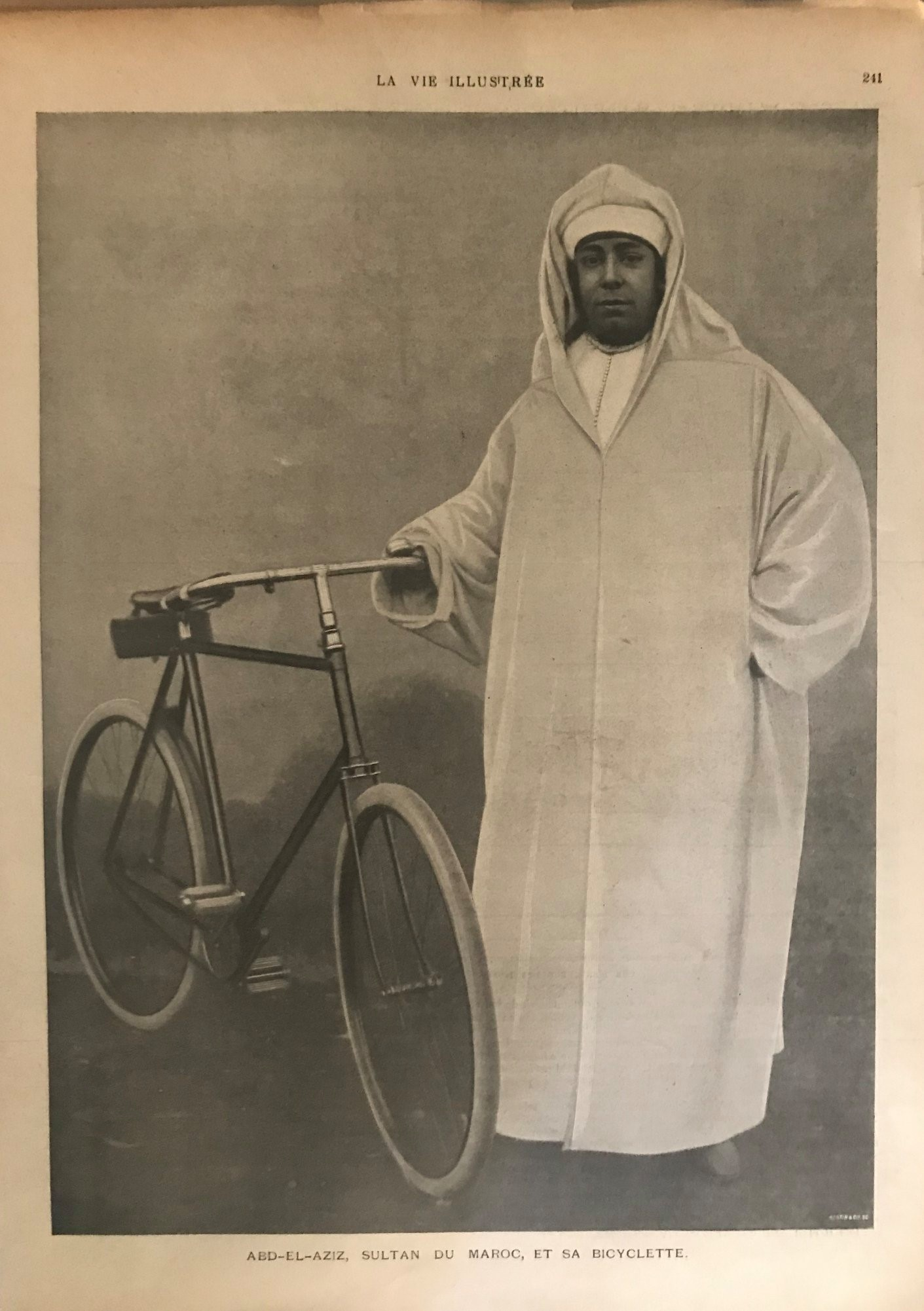
La Vie illustrée- Abd-el-Aziz, Sultan du Maroc, et sa bicyclette. Photo de 1901.

- Début de l'intervention de la Légion étrangère[1].
- Le cinématographe des frères Lumière est utilisé par Veyre, un de leurs assistants, dans le harem du sultan du Maroc[2].
- 20 juillet : le protocole du 20 juillet 1901 entre la France et le sultan du Maroc définit une nouvelle frontière, une ligne " qui va de l'extrémité du territoire de Figuig à Sidi-Eddoher, traverse l'oued El-Kheroua et atteint, par le lieu connu sous le nom d'El-Morra, le confluent de l'oued Talzaza et de l'oued Guir "[3].

## Économie & société
- Monarque : Moulay Abdelaziz

## Naissances en 1901
- Naissance au Maroc en 1901

- El-Hassan Benjelloun : Homme d'affaires marocain originaire de la ville de Fès